# 唐枢
唐樞（?—?），字惟中，人稱一庵先生。浙江归安（今湖州）人。明朝政治人物。

## 生平
师事湛若水，嘉靖元年（1522年）壬午科浙江鄉試舉人，嘉靖五年（1526年）丙戌科二甲四十三名進士，任刑部主事，因李福达罪牽連，触怒嘉靖帝，被革职为民。回湖州后从事讲学，官府为他创建一菴书院于湖州城中，许孚远、王爱、钱镇皆出其门。隆庆初年復官。曾與孙济、蔡玘等十五人，结岘山逸老之社。

## 延伸阅读
[在维基数据编辑]
 《明史卷二百〇六》，出自《明史》
 在维基共享资源阅览影像